# Branco (futebolista)
Cláudio Ibrahim Vaz Leal, mais conhecido como Branco (Bagé, 4 de abril de 1964), é um treinador e ex-futebolista brasileiro, lateral-esquerdo de clubes como Internacional, Fluminense, Brescia, Porto, Genoa, Flamengo e Corinthians. Branco também foi jogador da Seleção Brasileira, tendo sido um dos heróis da campanha do tetra em 94, ao marcar um gol decisivo nas quartas de final contra a Holanda.

## Carreira

### Guarany de Bagé
Gaúcho descendente de libaneses, Branco começou a jogar futebol nas categorias de base do Bagé e, não sendo aproveitado, transferiu-se para as categorias de base Guarany de Bagé. Em 1981, após ser se destacar em uma competição de juniores pela Seleção Gaúcha sub-20, foi captado para a equipe de juniores do Fluminense.

### Fluminense
Branco chegou nas categorias de base do Fluminense em 1982, onde após 8 meses foi promovido ao plantel profissional. Sagrou-se tricampeão carioca entre 1983 e 1985, além de ter levantado o troféu do Campeonato Brasileiro de 1984, considerando os principais títulos oficiais. Em 157 jogos pelo Fluminense, Branco teve 76 vitórias, 52 empates e 29 derrotas, com doze gols marcados.
Em 1986, deixou o Fluminense e foi jogar no rico futebol europeu.

### Brescia
Após a Copa do Mundo de 1986, mudou-se para a Europa para o Brescia, da  Itália, onde ganhou sua primeira experiência no futebol europeu. Depois que o Brescia não conseguiu manter a classe em 1986/87, Branco jogou em segundo plano com o clube na temporada seguinte. com Leonessa jogou duas temporadas, num total de 50 aparições.

### Porto
Branco chegou ao FC Porto na temporada 1988/89, vindo do Brescia, quando jogou pelo Porto Branco conseguiu somar mais títulos ao seu currículo, com as conquistas do Campeonato Português e da Supercopa de Portugal, ambas na temporada 1989-90.
Branco deixou o Porto durante em duas épocas e meia, entre 1988 e 1990, realizou um total de 80 jogos nos quais apontou 12 golos.

### Genoa
Em 1990, Branco retornou ao futebol italiano, dessa  vez para jogar no Genoa. Junto com Aguilera e Skuhravý o Genoa terminou a liga com 40 pontos, na quarta colocação. Em 25 de novembro de 1990,  Branco, que marcou um golaço, em cobrança de falta, na vitória por 2–1 em dérbi contra a Sampdoria encerrando 11 anos de jejum no clássico.
Branco participou da eliminatória em que o Genoa eliminou o Liverpool com mais um gol magnífico do lateral, na primeira partida (2–0, em casa), e dois de Aguilera, no entanto, o sonho foi interrompido na semifinal, contra o Ajax. Nas duas Serie A seguintes, o time de Gênova não teve mais o mesmo sucesso. A época 1992-93 foi conturbada e o Genoa teve três técnicos. A desorganização refletiu em uma 13ª posição.

### Grêmio
Em 1993, Branco retornou ao Rio Grande do Sul para jogar no Grêmio. Fez sua estreia em uma derrota contra o Santos, jogo válido pelo Campeonato Brasileiro em 29 de setembro de 1993.
Deixou o Grêmio após um jogo contra o Mundo Novo, em que o Tricolor venceu por 12–0 e onde Branco fez um hat-trick.

### Retorno ao Fluminense
Retornou ao Brasil depois de sete anos na Europa e, em 1994, voltou a atuar pelo Fluminense e disputou mais uma Copa do Mundo, sendo decisivo para a campanha vitoriosa da seleção. 

### Corinthians
Branco foi a principal contratação corintiana para a disputa do Campeonato Brasileiro de Futebol de 1994. Estreou já fazendo gol pelo Corinthians, ele marcou no empate por 1×1 contra o Sport no Morumbi.
No primeiro jogo da semifinal contra o Atlético Mineiro, derrota por 3×2, onde Branco marcou o gol. Já nas finais contra o Palmeiras, Branco jogou mal e pra piorar a situação foi expulso no segundo jogo. Acabando sua trajetória após 23 jogos e 7 gols.

### Flamengo
Em 1995, o Flamengo chegou ao seu primeiro centenário, assim o então presidente Kleber Leite contratou uma seleção, sendo as estrelas Branco, Romário e Edmundo. O time ficou conhecido como o "melhor ataque do mundo", porém o futebol praticado não correspondeu ao epíteto. Branco ainda conseguiu marcar 9 gols em 35 jogos.

### Internacional
Branco chegou ao Internacional no ano de 95, onde terminou o ano com 15 jogos e 2 golos.

### Middlesbrough
O Middlesbrough gostava de adquirir veteranos por um tempo, em 1996 que assinaram com Branco que a época tinha 32 anos, mas não jogava bem há dois anos devido a problemas de lesão.Após nove aparições na Premier League e dois gols em jogos da Worthington Cup, depois de assinar na temporada 1995/96, o lateral deixou o clube em uma transferência gratuita após menos de um ano no Teeside.

### Mogi Mirim
Em 1997, retornou ao Brasil jogando pelo Mogi Mirim.

### MetroStars
Em 21 de julho de 1997, Branco assinou com o New York MetroStars, hoje New York Red Bulls até o fim da época à pedido do treinador Carlos Alberto Parreira.Ao fim da temporada deixou a equipe nova iorquina com 13 jogos e 2 golos.

### Fluminense 3ª passagem
Branco chegou para o Fluminense em 1998, porém sem muito rendimento encerrou sua carreira.

### Seleção Brasileira
Branco é o quarto lateral-esquerdo na história com maior número de partidas disputadas pela Seleção Brasileira, ficando atrás somente de Roberto Carlos, Júnior e Nilton Santos. Participou de três Copas do Mundo e, em todas elas, vivenciou momentos inesquecíveis. Na Copa de 86, no México, a presença de Branco na Seleção de Telê foi muito contestada pela imprensa. Quatro anos mais tarde, na Itália, durante uma partida contra a Argentina, Branco bebeu uma água oferecida pelos argentinos e começou a se sentir mal. Anos mais tarde, Diego Maradona, admitiu que a água estava contaminada com tranquilizantes. Finalmente, na Copa de 94, aquela em que o Brasil conquistou seu tetracampeonato mundial, Branco foi o autor do sensacional gol de falta que garantiu a vitória do Brasil por 3–2 contra a Holanda e levou o Brasil às semifinais.

## Pós-carreira de jogador
Aposentado, Branco assumiu o cargo de coordenador das divisões de base da CBF, contudo, em 2006, deixou esta posição para se tornar o coordenador técnico do Fluminense, tendo conquistado já em 2007, nesta nova função, o título de campeão da Copa do Brasil de 2007 e em 2008, o vice-campeonato da Copa Libertadores da América.
Em dezembro de 2009, devido a divergências com a direção do Fluminense em relação a pendências trabalhistas, Branco deixou o clube das Laranjeiras.
No dia 13 de dezembro de 2011, Branco foi confirmado como novo técnico do Figueirense para a temporada seguinte.
Em 3 de dezembro de 2012 foi anunciado como novo técnico do Sobradinho para a temporada 2013.
Após a demissão de Zé Teodoro no dia 27 de janeiro de 2013, Branco foi contratado para ser o novo treinador do Guarani. No dia 30 de março de 2013, Branco se demitiu após a iminente queda do Guarani para a Série A2 do Paulistão.
Durante a Copa do Mundo do Brasil, em 2014, foi o principal comentarista do canal de TV por assinatura BandSports, fazendo dupla com José Luiz Datena nas transmissões dos jogos da seleção brasileira e da final do torneio.

## Estatísticas como técnico
| Clube       | Jogos | Vitórias | Empates | Derrotas |
| ----------- | ----- | -------- | ------- | -------- |
| Figueirense | 26    | 14       | 6       | 6        |
| Sobradinho  | 2     | 0        | 0       | 2        |
| Guarani     | 13    | 2        | 3       | 8        |

## Títulos
Internacional
- Campeonato Gaúcho: 1981

Fluminense
- Campeonato Carioca: 1983, 1984 e 1985
- Campeonato Brasileiro: 1984
- Taça Guanabara: 1983 e 1985
- Torneio de Seul: 1984
- Torneio de Maceió: 1994
- Copa Rio: 1998
- Trofeo de La Amistad (Paraguai): 1984 (Club Cerro Porteño versus Fluminense)
- Taça Amizade dos Campeões (Luanda, Angola): 1985 (Petro Atlético versus Fluminense)
- Taça Independência (DF)- (Taguatinga versus Fluminense) - 1982
- Troféu ACB - 75 anos (Fluminense versus Bangu) - 1982
- Taça Associação dos Cronistas Esportivos - 1983
- Taça O GLOBO - (Flu versus Corinthians) - 1983
- Troféu Gov. Geraldo Bulhões - 1984
- Taça Francisco Horta - (Flu versus Santo  André) - 1984
- Troféu Prefeito Celso Damaso - 1985
- Taça Sollar Tintas (Fluminense versus America) - 1985

Grêmio
- Campeonato Gaúcho: 1993

Porto
- Campeonato Português: 1989–90
- Supertaça de Portugal: 1989–90
- Taça José Maria Pedroto: 1989–90
- Torneo di Viareggio: 1989

Genoa
- Taça dos Alpes:

Flamengo
- Taça Guanabara: 1995
- Taça Maria Quitéria: 1995

Seleção Brasileira
- Copa América: 1989
- Copa do Mundo FIFA: 1994